# Закариассен, Андерс
Андерс Закариассен (род. 4 сентября 1991, Сённерборг) — датский гандболист, выступающий за клуб «Гудме» и сборную Дании.

## Карьера

### Клубная
Андерс Закариссен воспитанник клуба ГК Сённерборг. В 2010 году Закариассен заключил контракт с датским клубом Сённериш Элитспорт. По итогам сезона 2013/14  Андерс Закариассен попал в символическую сборную как лучший линейный. В 2014 году Закариассен перешёл в немецкий клуб Фленсбург-Хандевитт.

### В сборной
Андерс Закариассен выступает за сборную Дании. Закариассен сыграл за сборную 6 матчей и забросил 11 голов.

## Титулы
- Обладатель кубка Германии: 2015
- Чемпион Германии: 2018
- All-Star-Team: 2014

## Статистика
Статистика Андерса Закариссена в сезоне 2018/19 указана на 11.6.2018
| Сезон        | Клуб                | Лига       | Матчи | Голы | 7-метр | Голы |
| ------------ | ------------------- | ---------- | ----- | ---- | ------ | ---- |
| 2014-15      | Фленсбург-Хандевитт | Бундеслига | 36    | 73   | 0      | 73   |
| 2017-18      | Фленсбург-Хандевитт | Бундеслига | 21    | 49   | 0      | 49   |
| 2018-19      | Фленсбург-Хандевитт | Бундеслига | 34    | 44   | 0      | 44   |
| 2014-по н.в. | Итого               | Бундеслига | 91    | 166  | 0      | 166  |